# Waldsassen
Waldsassen is een gemeente in de Duitse deelstaat Beieren, gelegen in het Landkreis Tirschenreuth. De stad telt 6.626 inwoners.

## Geografie
Waldsassen heeft een oppervlakte van 66,54 km² en ligt in het zuiden van Duitsland.

## Historie
- Abdij Waldsassen
- Stiftsbasiliek Waldsassen
- Drievuldigheidskapel

## Geboren
- Dietmar Hamann (27 augustus 1973), voetballer
- Wolfram Rieger (?), pianist

Bad Neualbenreuth ·
Bärnau ·
Brand ·
Ebnath ·
Erbendorf ·
Falkenberg ·
Friedenfels ·
Fuchsmühl ·
Immenreuth ·
Kastl ·
Kemnath ·
Konnersreuth ·
Krummennaab ·
Kulmain ·
Leonberg ·
Mähring ·
Mitterteich ·
Neusorg ·
Pechbrunn ·
Plößberg ·
Pullenreuth ·
Reuth bei Erbendorf ·
Tirschenreuth ·
Waldershof ·
Waldsassen ·
Wiesau